# High Coast Whisky

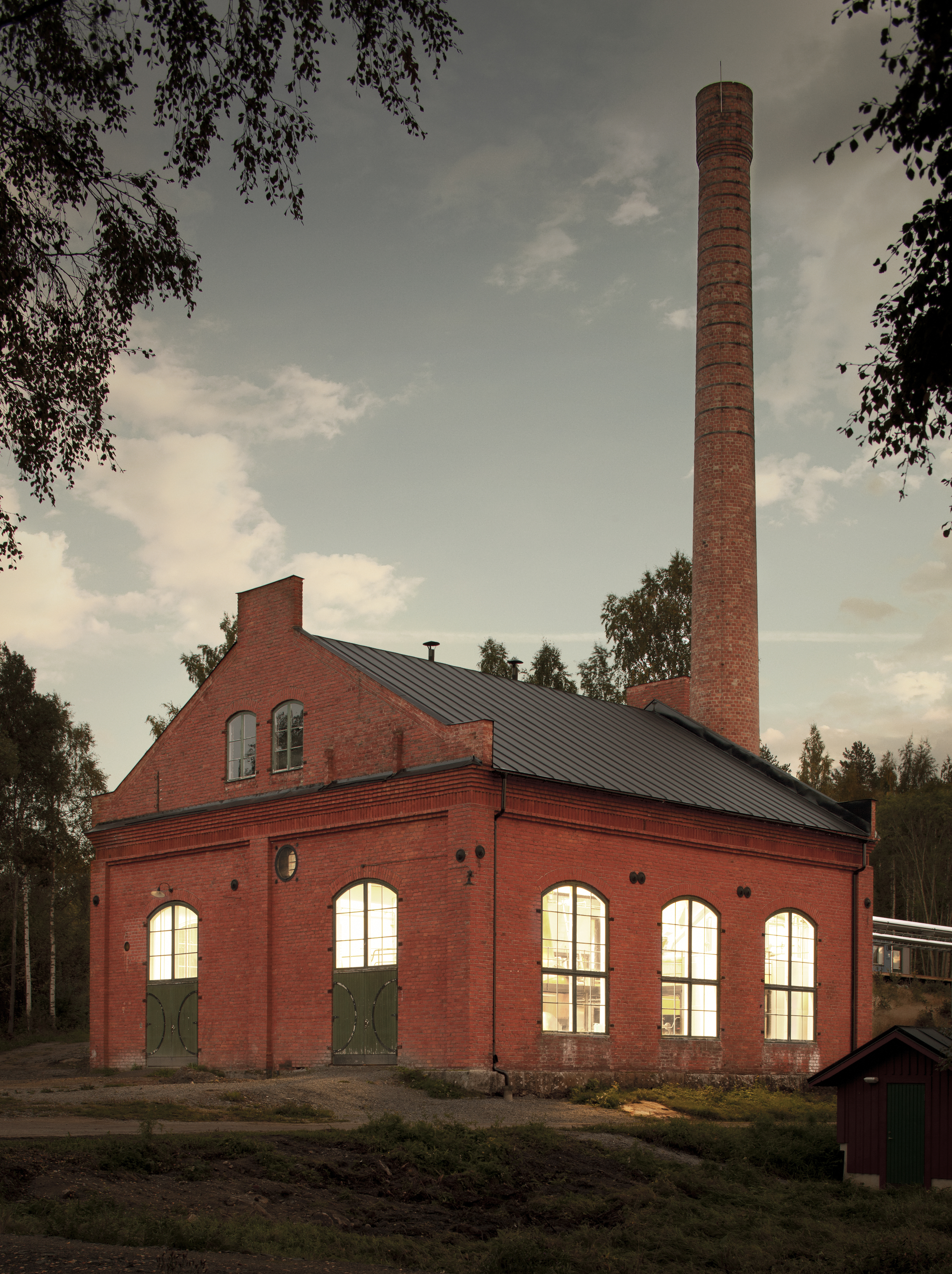
Destilleriet i Bjärtrå, ursprungligen uppfört som ångkraftverk.

High Coast Whisky, tidigare Box Whisky, är ett svenskt whiskydestilleri i Bjärtrå i Kramfors kommun. Destilleriet ligger på Ångermanälvens östra strand. Namnet anspelar på Höga kusten.
High Coast Whisky producerar dels orökt whisky och dels rökig whisky, som lagras i fat av olika storlek från olika ursprung. Till den orökta whiskyn används korn från södra Sverige som mältas i Halmstad. Till den rökta whiskyn används korn från Belgien och Skottland som röks med torv från Skottland. Ungefär 75 procent av de fat som används är bourbonfat och ungefär 25 procent är sherryfat. En liten andel är fat av bland annat svensk eller japansk ek.

## Historik
På platsen för destilleriet fanns i slutet av 1800-talet ett företag som tillverkade lådor för export till England, med namnet Box AB. Efter en brand 1890 såldes marken till kommunen. På platsen byggdes därefter ett vedeldat ångkraftverk, Box kraftverk, som stod klart 1912 och ersattes med vattenkraft 1924. Fram till 1960-talet användes kraftverkets tegelbyggnad därefter som ställverk. Kraftverksbyggnaden användes en period under 1990-talet och början av 2000-talet som utställningslokal och ateljé. 2010 började ombyggnaden till destilleri. Whiskypannorna nytillverkades i Speyside i Skottland, men delar av utrustningen köptes från Vin & Sprits nedlagda fabrik i Sundsvall. I november 2010 genomfördes den första destilleringen.
2018 byttes namnet på destilleriets whisky från Box till High Coast. Anledningen var att det Bacardi-ägda whiskyföretaget Compass Box året innan hade påtalat likheten i namn mellan Box och dem. Eftersom Compass Box var ett större och mer väletablerat företag ansåg Box att den bästa lösningen var att byta namn. Företaget bakom whiskyn behöll sitt namn Box Destilleri AB efter bytet av varumärke för whiskyn.